# Namophila urotepala
Namophila urotepala U.Müll.-Doblies & D.Müll.-Doblies – gatunek roślin z monotypowego rodzaju Namophila U.Müll.-Doblies & D.Müll.-Doblies z rodziny szparagowatych. Występuje endemicznie w dolinie położonej na północny wschód od Rosh Pinah oraz w górach Hunsberge w ǁKaras w południowo-zachodniej Namibii.

## Morfologia
PokrójWieloletnie, rośliny zielne.
PędJajowato-kulista, podziemna cebula o wymiarach 1,5–3×1,5–3 cm, z brązową, papierzastą okrywą.
LiścieRośliny tworzą dwa liście, naprzeciwległe, przyległe do gruntu, jajowate do niemal okrągłych, o wymiarach 9–22×7–13 cm, gładkie, zielone z ciemniejszymi, podłużnymi pasami, całobrzegie, gruboszowate.
KwiatyZebrane od 2 do 20 w główkowato-groniasty lub baldachogroniasty kwiatostan o długości 2–4 cm, jedynie nieznacznie wyrastający ponad poziom gruntu na podziemnym głąbiku o długości 1,5–4 cm. Kwiaty wsparte są wąskorównowąskimi, zielonymi, błoniastymi, nagimi i niepozornymi przysadkami o długości 15–30 mm i szerokości 2–3,5 mm. Szypułki o długości 7–15 mm. Okwiat promienisty, gwiaździsty, zielonkawy, o średnicy do 35 mm, o kwaskowatym zapachu. Listki okwiatu wąskojajowato-lancetowate, o długości 19–23 mm, nagie, całobrzegie, ogonkowato zaostrzone, zielone i pozostające na roślinie do czasu wysypu nasion. W dolnej części zrośnięte w rurkę na długości 4–6 mm, powyżej wolne na długości 13–16 mm. Nitki pręcików lancetowate, białe, zaróżowione wierzchołkowo, przylegające do listków okwiatu, powyżej wolne, zaostrzone, delikatnie zagięte do środka. Pylniki bladożółte, o długości 3–4,5 mm, po pęknięciu 2,5 mm. Zalążnia jajowata do stożkowatej, zaokrąglona na przekroju, zielona, zwężająca się w szyjkę słupka, o długości 8–10 mm, zieloną z białym wierzchołkiem, zakończoną drobnym znamieniem.
OwoceJajowata, papierzasta torebka o wymiarach 1,5–2×1,2–1,8 mm, zamknięta w mięsistych listkach okwiatu do czasu pęknięcia. Nasiona kulistawe, wyraźnie kończykowate, lśniące, drobno pomarszczone.
Gatunki podobneRóżni się od roślin z rodzaju massonia węższymi blaszkami przysadkami, ogonkowato zaostrzonymi listkami okwiatu oraz pozostawaniem okwiatu na torebce w czasie owocowania.

## Biologia
RozwójGeofity cebulowe. Kwitną od czerwca do września. W uprawie na półkuli północnej od końca października do stycznia.
SiedliskoOsłonięte miejsca wśród skał i głazów na skalistych zboczach wzgórz, na obszarze zimowych opadów deszczu.

## Systematyka
Pozycja systematycznaNależy do monotypowego rodzaju Namophila z podplemienia Massoniinae, plemienia Hyacintheae, podrodziny Scilloideae z rodziny szparagowatych Asparagaceae.